# Ignace Heinrich
Pour les articles homonymes, voir Heinrich.

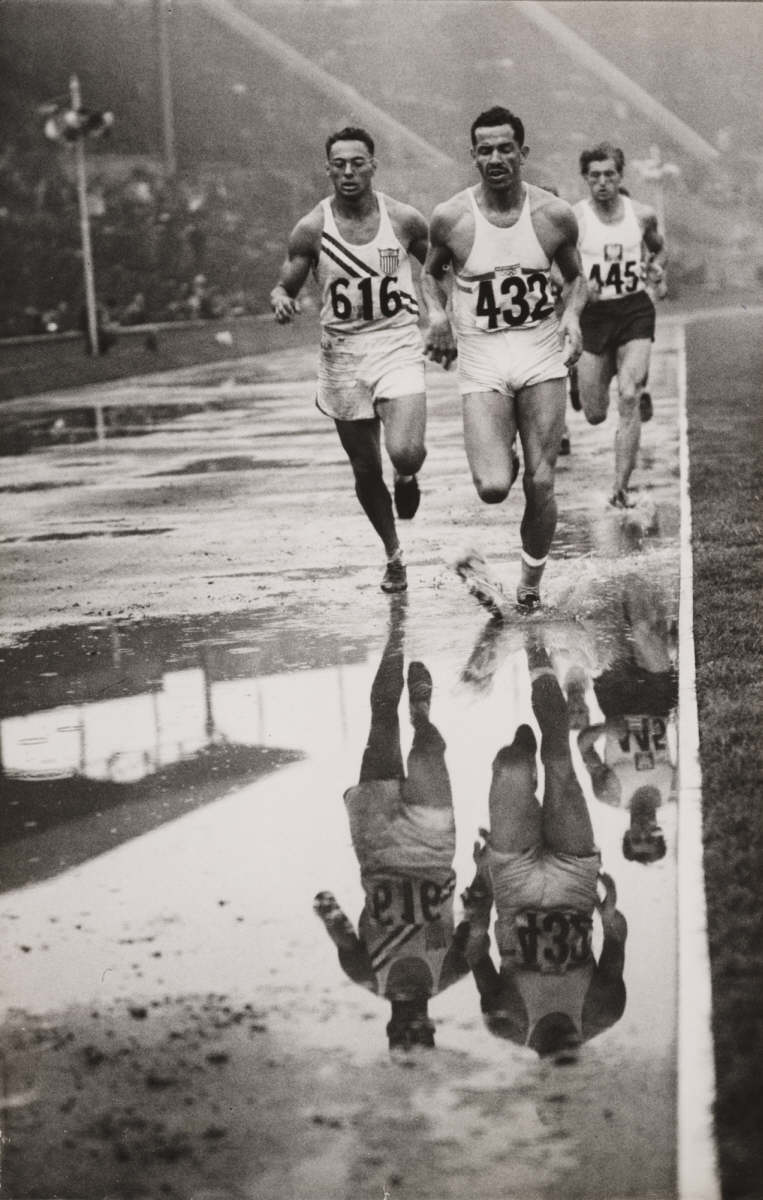
Les compétiteurs du décathlon, aux JO de 1948 (1500 m).

Ignace Heinrich (né le 31 juillet 1925 à Ebersheim, décédé le 9 janvier 2003 à Carnoux-en-Provence) est un athlète français spécialiste du décathlon, actif entre 1947 et 1954.

## Biographie
Durant la guerre, il fut enrôlé au Service du travail obligatoire (STO)[réf. souhaitée], puis incorporé de force dans l'armée allemande, car Alsacien de souche[réf. souhaitée]. Lors de la débâcle allemande sur le front russe, le fils de Géo André, Jacques, excellent coureur de 400 m et de 110 m haies et alors membre du groupe de chasse Normandie-Niémen, le rencontra par le plus grand des hasards, et l'aida à revenir en France, tout en lui conseillant « de faire de l'athlétisme », vu son gabarit imposant.
Lors des Jeux olympiques de Londres en 1948, Ignace Heinrich est dans les favoris, il vient de battre le record de France aux derniers championnats de France avec 6 687 points. Mais en face de lui, il y a le jeune prodige américain Bob Mathias, qui à 17 ans, deviendra le plus jeune champion olympique d'athlétisme de l'histoire. Heinrich prend la deuxième place assez loin derrière avec 6 974 points contre 7 139 points pour le champion olympique.
Aux Championnats d'Europe de 1950 à Bruxelles, Heinrich remporte le décathlon après une haute lutte contre l'Islandais Örn Clausen.
Aux Jeux olympiques d'été de Helsinki en 1952 (durant lesquels il fut le porte-drapeau de la délégation française), il se déplace une vertèbre lors du saut en longueur ; les soins médicaux ne peuvent lui permettre de défendre ses chances et il abandonne.
Il compte 26 sélections nationales en équipe A de 1948 à 1954, et fut essentiellement licencié au RC Strasbourg.
Un de ses entraîneurs fut le futur journaliste Roger Debaye.
En 1954, Ignace Heinrich est professeur d'éducation physique et sportive au Maroc, au Collège des Orangers à Rabat et au lycée Gouraud également à Rabat.
En 1969, il est directeur de l'école des sports à l'International Club du Lys, à Chantilly, puis il part en Martinique diriger un complexe sportif à base de golf durant les années 1980.

### Palmarès
- Champion d'Alsace d'athlétisme individuel dans cinq épreuves, en avril 1946.
- Vice-champion olympique du décathlon de Londres, en 1948.
- Champion d'Europe de décathlon à Bruxelles en 1950, deux mois après un grave accident de moto qui aurait dû, selon les spécialistes, l'immobiliser durant plus de six mois.
- Champion de France de décathlon en 1947, 1948, 1949 et 1952 (et recordman de France).
- Champion de France de saut en longueur en 1949.
- Champion de France de saut à la perche en 1952.
- Champion de France du 110 m haies en 1952.

### Records
Ses meilleures performances dans chaque discipline sont les suivantes : 10 s 9 au 100 m, 49 s 1 au 400 m, 4 min 28 s au 1500 m, 14 s 6 au 110 m haies, 1,95 m à la hauteur, 7,28 m à la longueur, 4 m à la perche, 14,49 m au poids, 49,98 m au disque et 54,98 m au javelot.

## Distinctions
- Grand Prix de la Presse Sportive 1949.
- Prix Virginie Heriot de l'Académie des sports mai 1950[5].
- Chevalier de la légion d'Honneur avril 1975[6].